# Diadema
Diadema este un oraș în São Paulo (SP), Brazilia.